# Carl Menke
Carl Menke, auch Karl Menke, (* 3. Juli 1906; † nach 1938) war ein deutscher Hockeyspieler.
Carl Menke spielte für den Gladbacher HTC. Der Mittelfeldspieler debütierte 1936 in der deutschen Hockeynationalmannschaft. Bei den Olympischen Spielen 1936 in Berlin wirkte er in einem Spiel mit; er erhielt mit seinen Mannschaftskameraden die Silbermedaille. Insgesamt wirkte Carl Menke von 1936 bis 1938 in sieben Länderspielen mit.